# 88 до н. е.

## Події
- Армія Сулли захоплює Рим.

## Народились
- Гай Клавдій Марцелл (консул 50 року до н. е.)
- Квінт Помпей Руф (народний трибун)
- Луцій Каніній Галл (народний трибун)

## Померли
- Антіох X Евсеб Філопатор
- Гауда (цар)
- Мітрідат II — цар Парфії у 123—88 роках до н. е.
- Квінт Помпей Руф (претор 91 до н. е.)
- Квінт Помпей Руф (сулланець)
- Маній Аквілій — римський політик, консул в 101 році до н. е.
- Публій Сульпіцій Руф — давньоримський державний діяч, народний трибун 88 р. до н. е., один з ініціаторів масових безладів і походу Луція Корнелія Сулли на Рим.
- Сократ Хрест